# Ria Visserová
Adriana Johanna „Ria“ Visserová (* 20. července 1961 Oud-Beijerland, Jižní Holandsko) je nizozemská televizní komentátorka a bývalá rychlobruslařka.
V prvním mezinárodní závodě startovala jako juniorka v roce 1977, juniorského světového šampionátu se poprvé zúčastnila v roce 1979, kdy získala bronzovou medaili. Tehdy závodila i na seniorském Mistrovství světa ve víceboji, zde skončila na šestém místě. Roku 1980 startovala mimo jiné na Zimních olympijských hrách, kde vybojovala v závodě na 1500 m stříbro, a na Mistrovství světa juniorů, na kterém obhájila bronzovou medaili. V dalších letech nebyla již na mezinárodní scéně příliš úspěšná. Jejím nejlepším výsledkem z velkých závodů po roce 1980 je čtvrté místo na Mistrovství Evropy 1985, jinak se většinou pohybovala na rozhraní první a druhé desítky. Na Zimních olympijských hrách 1984 byla nejlépe třináctá v závodě na 1500 m. V roce 1986 poprvé startovala v závodech Světového poháru. Výrazných úspěchů ale dosáhla v mistrovství Nizozemska ve víceboji, na kterých získala mezi lety 1979 a 1986 celkem sedm medailí, z toho pět zlatých. Po sezóně 1987/1988 ukončila sportovní kariéru a v 90. letech 20. století začala působit jako sportovní komentátorka v nizozemské televizi NOS.